# Tolitoli
Tolitoli oder Tialo ist eine in Zentralsulawesi im Bezirk Toli Toli (Tolitoli Utara, Galang, Baolan und Dondo) gesprochene Sprache. Sie gehört zu den malayo-polynesischen Sprachen innerhalb der austronesischen Sprachen.